# Sukawangi (Sukamakmur)
Sukawangi is een bestuurslaag in het regentschap Bogor van de provincie West-Java, Indonesië. Sukawangi telt 8910 inwoners (volkstelling 2010).